# Agentursoftware (Werbeagentur)
Unter Agentursoftware (auch: Agenturprogramm, Agenturverwaltungssoftware) wird eine Software verstanden, die es Werbeagenturen, Media-Agenturen, Dialogmarketing-Agenturen o. ä. ermöglicht, ihre Projekte und Jobs übersichtlich darzustellen und effizient zeitlich geordnet zu bearbeiten. In diesem Zusammenhang wird auch vom workflow (Arbeitsablauf) gesprochen, der in der Agentursoftware abgebildet und optimiert wird. Weitere wichtige Aufgabe der Software ist die Erfassung von Eigen- und Fremdleistungen und -kosten der Agentur auf Projektebene und dadurch ein Projekt- oder Jobcontrolling zu ermöglichen mit dem Ziel, den Umsatz einer Agentur zu steigern sowie Kosten zu senken. Auch das Erfassen von Projekt- und Arbeitszeiten spielt eine immer größere Rolle, um detailliertere Auswertungen über die Effizienz von Produkten zu erhalten. Außerdem steht die Verbesserung der Dienstleistungsqualität im Vordergrund, was durch eine Verbesserung der Kommunikation mit dem Kunden erreicht werden kann.

## Bestandteile
Viele Agenturprogramme sind modular aufgebaut. Folgende Module und Funktionen werden üblicherweise angeboten:
1. Kontaktverwaltung (Kontakte erstellen, Historieneinträge, Import u. Export von Kontakten)
2. Kalenderverwaltung
3. Projektmanagement mit Projektcontrolling, Projektplanung (meist Darstellung in Diagrammform)
4. Belegbuchhaltung (Belegerfassung, Eingangs-, Ausgangsrechnungen)
5. Stundenerfassung, auch für Freie Mitarbeiter
6. Personal- und Ressourcenplanung
7. Dokumentenmanagement
8. Mitarbeiterverwaltung inkl. flexiblem Arbeitszeitenmodell
9. Schnittstellen, meist zu DATEV; Online-Banking (z. B. SEPA); Tabellenkalkulationen wie Excel; E-Mail-Programmen (mittels POP3 oder IMAP-Protokoll), MAC, Entourage, Microsoft Exchange, externe Projektmanagement-Tools wie Jira oder Business Intelligence Lösungen wie Microsoft Power BI.
10. Auswertungen zu Projekten, Unternehmensbereichen, Kunden, Lieferanten, Mitarbeitern sowie seltener Prognosemöglichkeiten

Außerdem bestehen bei vielen Programmen weitere Einteilungen und Untergliederungen von Modulen und Funktionen. Dazu existieren keine Richtlinien. Vielmehr ist aus der Historie und der Praxis heraus ein gewisses in der Branche übliches Leistungsspektrum erwachsen, das von den Anbietern unterschiedlich dargestellt und umgesetzt wird.

## Technologie und Plattformen
Viele Agenturprogramme entstanden in den 1980er Jahren. Basis waren Applikationen (Anwendungsprogramme) auf FileMaker-Basis. Nachteil dieser Programme war, dass sie nicht über das Internet, sondern nur lokal bedienbar sind. FileMaker bietet mit der PHP-Schnittstelle jetzt aber eine Möglichkeit, um Plattformneutral zu arbeiten und die Probleme reiner webbasierter Lösungen damit zu umgehen. Um dem Trend nach webbasierten Programmen gerecht zu werden, entwickelten einige Anbieter ihre auf FileMaker basierenden Programme auf browserbasierte Lösungen um. Meist handelt es sich bei Anbietern von webbasierten Programmen jedoch um neue Unternehmen, die sich von Beginn an auf Internet-Lösungen spezialisieren. Die Nachfrage nach Cloud-Computing-Lösungen und Software as a Service (SaaS) wird immer größer, da viele Unternehmen einen eigenen Server nicht mehr mit der benötigten Effizienz hosten können und die Sicherheit, der garantierte Betrieb sowie regelmäßige Updates von SaaS gewährleistet ist.
Zunehmend geht der Trend zur Automatisierung von immer mehr Unternehmensprozessen. Daraus entsteht eine stärkere Vernetzung von Applikationen und es entwickeln sich weitere Schnittstellen zu anderen Programmen über API. Ein anderer Weg ist die Umstellung der Entwicklungsplattformen auf eine serviceorientierte Architektur (SOA), mit der sich leichter durch externe Programme auf die Agentursoftware zugreifen lässt. Zudem werden mobile Darstellungen wichtig. Es werden responsive Ansichten und mobile APPs zum Beispiel für die Zeiterfassung zur Verfügung gestellt.
Im deutschsprachigen Raum gibt es 9 Agenturprogramme, die weitestgehend den kompletten Arbeitsprozess von Agenturen abbilden und sich exakt darauf fokussieren.